# ランディ・ジャクソン
ランディ・ジャクソン（Randy Jackson、1961年10月29日 - ）は、アメリカ合衆国の歌手。ジャクソン一家の七男で、兄弟姉妹の中に歌手のマイケル・ジャクソン、ジャネット・ジャクソンがいる。

## 来歴
ジョセフ・ジャクソンとキャサリン・ジャクソンの10人兄弟姉妹の8番目の子供として誕生した。幼いころはすでに兄たちが歌手としての活動を開始しており、兄たちの後ろでボンゴを叩くなど非公式メンバーとして参加していたが、1975年にジャクソン5からジャーメインが離脱した後、1976年にジャクソンズのメンバーとして正式参加した。ジャクソンズ時代にはマイケルとの共作も多い。
交通事故に遭った影響で、ダンスこそさほど練習していないが、作曲能力はジャクソン兄弟でもトップクラスであると言われ、ギター、ベース、ドラム、キーボードといわゆるバンドに必要な楽器はすべて弾ける。マイケルも家族の中では一番のミュージシャンだと語っている。
ソロとしてはまず1978年にエピック・レーベルからシングルを発表（B面はジャネット・ジャクソンとのデュエットで、ジャネットにとってのデビュー・レコーディング）。同レーベルからアルバムの発表の予定もあったが、結局発表されることはなかった（ソロ・アルバム用に録音を数曲行ったとの説もある）。
1989年にバンド「ランディ・アンド・ザ・ジプシーズ」としてA&Mレーベルと契約した（この時期はジャクソン・ファミリーのソロ・アルバムが乱立した時期でもあった）。ファンク/ロック調のファースト・アルバムを出したが、セールス的には失敗した。同年5月エリザ・シャッフィと結婚し、翌1990年に娘のスティヴァンナが生まれるが、1991年に離婚した。同年ランディは妻子への暴行容疑で有罪判決を受け1ヶ月ほど拘留され、精神科による治療を受けている。
1992年にアレハンドラ・ジェネヴィーヴ・オアイザと再婚するが、1994年に離婚した。子供には娘のジェネヴィーヴ、双子の息子ランディ・ジュニアとドンテの3人がいる。離婚後、アレハンドラはジャーメインの妻になる（2004年離婚）。
このように自身の私生活ではトラブルが続いたが、1996年に姉のラトーヤを夫の暴力から救い出し離婚を助けるなど、家族へのサポートでは際立った活躍を見せている。2003年に起きたマイケルの少年虐待疑惑裁判において、メゼロウ弁護士にコンタクトを取ったのもランディである。
2001年の再結成の際にはジャーメインがチケットの話で注文を出し、その問題に巻き込まれる形で話題になってしまった。

## 逸話
- 幼少期には、兄たちが暴徒化するグルーピー対策に飼っていたドーベルマンに追いかけられ、家族なのに半殺しにされたという話がある。
- 前述したジャクソンズ時代の交通事故で瀕死の重傷を負った事件以外には、1993年にメキシコで身代金目当てに誘拐され、辛くも逃れたという経験を持っている。

## ディスコグラフィ

### アルバム
- 『ランディ・アンド・ザ・ジプシーズ』 - Randy Jackson and the Gypsys (1989年、A&M)

### シングル
- "How Can I Be Sure"/"Love Song for Kids" (1978年) ※「Love Song for Kids」 featuring ジャネット・ジャクソン
- 「パーペトレイターズ」 - "Perpetrators" (1989年)
- "Not Because of Me" (1989年)
- "Love You Honey" (1989年)
- "I Wanna Luv u" (1990年)